# Лайтман, Михаэль
Михаэ́ль Ла́йтман (Михаи́л Семёнович Ла́йтман; имя при рождении — Михаи́л Семёнович Ле́йтман; род. 31 августа 1946 года, Витебск) — израильский каббалист, основатель и руководитель международной академии каббалы «Бней Барух» и института исследования каббалы им. Й. Ашлага (ARI — Ashlag Research Institute), член «Всемирного совета мудрецов». Ученик каббалиста Баруха Ашлага. Кандидат философских наук. Аттестат профессора онтологии и теории познания выдала общественная организация Высшая межакадемическая аттестационная комиссия «Международного межакадемического союза».

## Биография
Родился 31 августа 1946 года в Витебске.
В 1964 году поступил в Ленинградский электротехнический институт имени В. И. Ульянова (Ленина), а в 1971 году окончил Северо-Западный заочный политехнический институт по специальности «электронные вычислительные машины» с квалификацией «инженер-электрик».
В 1969 году Михаил Лейтман работал звукооператором группы «Кочевники».
В 1974 году переехал в Израиль.
В 1979 году стал учеником каббалиста Баруха Ашлага и позднее — и его ближайшим соратником.
В 1991 году после смерти Баруха Ашлага создал каббалистическую группу Бней Барух («Сыновья Баруха»), которая в то время собиралась в его квартире в Бней Браке.
В 1997 году создал некоммерческий фонд «Бней Барух».
В 2004 году в ИФ РАН под научным руководством академика РАО Л. П. Буевой защитил диссертацию на соискание учёной степени кандидата философских наук по теме «Каббала как форма иррационального сознания» (Специальность 09.00.13 — «Религиоведение, философская антропология, философия культуры»). Официальными оппонентами выступили доктор философских наук, профессор В. М. Розин и кандидат философских наук Л. С. Макарон. Ведущая организация — МПГУ. В сентябре 2004 года негосударственная организация сомнительной репутации — Высшая межакадемическая аттестационная комиссия «Международного межакадемического союза» выдала Лайтману аттестат профессора. В интервью газете Едиот Ахронот Лайтман рассказал, что получил профессорское звание условно и должен был для его подтверждения поработать в «академии, в России», чего не произошло. «Теперь осталась только корочка», заявил Лайтман. Несмотря на это, он продолжает утверждать на своём сайте, что имеет
«докторскую степень по философии и каббале» от «московского института философии» Российской академии наук и добавляет к своему имени «рав», которым с точки зрения раввината Израиля не является, и PhD.
В 2005 году член Всемирного совета мудрецов.
В 2006 году (9 сентября) участвовал в акции «круглый стол свободных голосов» под эгидой «Dropping knowledge» на Бебельплац (Берлин).
Около сорока лет занимается изучением каббалы и популяризацией своего к ней подхода. Живёт в Израиле, женат, имеет троих детей.

## Деятельность Лайтмана
Занимался лечением людей гомеопатическими методами.

## Критика

### Критика от ортодоксальных иудеев
Деятельность Лайтмана вызывает крайнее неприятие и критику со стороны религиозных и светских последователей классического подхода к каббале. Критики Лайтмана обвиняют его в сектантстве и в профанации каббалы. Ортодоксы категорически отвергают утверждения Лайтмана об отсутствии связи между каббалой и иудаизмом, апеллируя к тому, что все каббалисты прошлого и настоящего являлись и являются ортодоксальными иудеями, скрупулёзно соблюдающими галахические предписания.
Несмотря на то, что все его сотрудники и ученики называют его «рав», Лайтман носит бороду, кипу, одевается ортодоксально, но раввином он не является, хотя в 2000 году давал интервью в качестве раввина. В современном Израиле, «раввин» — учёное звание, которое присваивается Главным раввинатом после сдачи квалификационных экзаменов по завершении иудейского религиозного образования, которого Лайтман не имеет. «На иврите учителей называют Рав», утверждает Лайтман.

### Другая критика
При прокурорской проверке в Саратове, проведённой в августе 2007 года, из книжных магазинов была изъята книга Лайтмана «Богоизбранность», поскольку по словам сотрудника прокуратуры, было подозрение, что «издание содержит признаки экстремизма».. Согласно справке прокуратуры, размещённой на официальном сайте Лайтмана, в ходе лингвистического исследования содержания книги, проведённого СРОО Центр языка и культуры «Слово», признаков экстремизма не было установлено.
Книга Лайтмана «Тайное еврейское учение. Часть Х. Плоды мудрости», признана экстремистским материалом решением Кировского районного суда Екатеринбурга от 1 октября 2015 года. 23 декабря 2016 года Свердловский областной суд подтвердил решение. 20 апреля 2017 года Министерство юстиции Российской Федерации внесло книгу в Федеральный список экстремистских материалов (п. 4084).
Видео «Каббалист Лайтман: Евреи правят миром и обворовывают гоев», решением Сыктывкарского городского суда Республики Коми от 11 июля 2019 г. признано экстремистским материалом, 25 октября 2019 г. внесено в Федеральный список экстремистских материалов п 4966
В ноябре 2017 года на израильском телеканале «Кан» вышло журналистское расследование деятельности организации «Бней Барух» и Михаэля Лайтмана.
Лайтман является сторонником полигамии и телегонии. В 1991 году утверждал, что умеет лечить умственную отсталость у детей и другие заболевания.
В ходе дискуссии с эволюционистом, доктором биологических наук Александром Марковым, Лайтман представился доктором философских наук, являясь лишь кандидатом философских наук, а в беседе с казахстанским кинокритиком, кандидатом философских наук Олегом Борецким, Лайтман представился доктором биологических наук.
Михаэль Лайтман является сторонником гомеопатии и других альтернативных методов лечения.

### Некоторые высказывания
На вопрос, являлся ли Гитлер, уничтоживший шесть миллионов евреев, «инструментом божьим», Лайтман ответил, что римляне, Гитлер и Осама бен Ладен — это «марионетки Господа».
На реплику А. Проханова: «Вы — советский раввин, Михаил», Лайтман ответил: «Я — не раввин абсолютно. Нет, ну, что вы! Я — абсолютный безбожник.»
В телемосте с А. Никоновым Лайтман заявил: «Русские „закабалены“ водкой и пустотой, люди без цели в жизни. И русским не нужен „лучший уровень жизни“, потому что какую зарплату им не дай, они всё равно будут пить и страдать. Поэтому, им нужна каббала».
Комментируя причины войны на Украине, Михаэль Лайтман сказал: «Поможет только наша методика (каббалы — ред.), в остальном мир будет развиваться к обострению».
В 2011 году в интервью «Комсомольской правде» Лайтман утверждал, что у него два миллиона учеников по всему миру. Позже он признал, что их всего несколько тысяч.

## Интересные факты
- В 2011 году кандидат философских наук, заведующий отделом философии Центра гуманитарных научно-информационных исследований ИНИОН РАН, профессор философско-богословского факультета РПИ св. Иоанна Богослова Г. В. Хлебников полемизируя с журналистом, публицистом и историком И. В. Смирновым в журнале «Скепсис» по поводу его рецензии на сборник «Знание и вера в философском дискурсе: традиции и современность» (М.: ИНИОН РАН, 2010) ссылался на данную статью Википедии в качестве доказательства того, почему «взгляды и концепции М. Лайтмана как специалиста высокой квалификации и исследователя, работающего по этой теме интересны и рассматриваются в Сборнике».[39][40]

## Книги и публикации Лайтмана на русском языке
- Лайтман М. Постижение высших миров. М., 1995.
- Лайтман М. Плоды Мудрости. М., 1997.
- Лайтман М. Ступени возвышения. М., 1999.
- Лайтман М. Основы каббалы. М., 2000.
- Лайтман М. Лестница в небо. М., 2000.
- Лайтман М. Система мироздания. М., 2000.
- Лайтман М. Схема мироздания. М., 2000.
- Лайтман М. Учение Десяти Сфирот. М., 2001.
- Лайтман М. Наука каббала. М., 2002.
- Лайтман М. Каббалистический словарь. М., 2002.
- Лайтман М. Книга «Зоар». М., 2003.
- Лайтман М. Богоизбранность. М., 2003.
- Лайтман М. Духовный поиск. М., 2003.
- Лайтман М. Последнее поколение. М., 2004.
- Лайтман М. Развитие души. М., 2004.
- Лайтман М. Мир. Научное исследование пользы и необходимости исправления природы человека, до подобия Высшей управляющей силе, на опытной основе // www.kabbalah.info. 2004.
- Лайтман М. Терминология науки каббала // www.kabbalah.info. 2004.
- Лайтман М. Четыре мира // www.kabbalah.info. 2004.
- Лайтман М. Язык каббалы // www.kabbalah.info. 2004.
- Лайтман М. Сравнительный анализ каббалы и философии // www.kabbalah.info. 2004.
- Лайтман М. Каббала и религия // www.kabbalah.info. 2004.
- Лайтман М. Каббала — корень всех наук // www.kabbalah.info. 2004.
- Лайтман М. Каббала как современное учение // www.kabbalah.info. 2004.
- Лайтман М. Каббала как форма иррационального сознания // www.kabbalah.info. 2004.
- Лайтман М. Зарождение общества будущего. М., 2004.
- Лайтман М. Исторический аспект науки каббала // www.kabbalah.info. 2004.
- Лайтман М., Розин В. М. Каббала в контексте истории и современности. М.: Едиториал УРСС, 2005. — 188 с. ISBN 5-354-00783-6
- Лайтман М. Суть науки каббала. М., 2005.
- Аршинов В. И., Лайтман М., Свирский Я. И. Сфирот познания. — М.: ЛКИ, 2007. — 248 с. — (Традиции и ценности XXI века). — 3000 экз. — ISBN 978-5-382-00076-3.
- Лайтман М. Каббала для начинающих. Учебное пособие в 2-х томах. М. 2007
- М. Лайтман, Э. Ласло, Вавилонская башня. Последний ярус, М. 2011, ISBN 978-5-91072-039-2
- Лайтман М., Хачатурян В. Перспективы XXI века: Рождение интегрального мира. М. 2014. ISBN 1978-5-9710-0930-6
- Лайтман М. Тайны вечной книги. Каббалистический комментарий к Торе в 7 томах. Kabbalah Publishers, 2018.
- Под редакцией М. Лайтмана. Книга Зоар в 10 томах. Kabbalah Publishers, 2018.